# Emil Vladimirov
Emil Vladimirov (in bulgaro Емил Владимиров?; Vidin, 25 gennaio 1952) è un ex discobolo bulgaro.

## Palmarès
| Anno | Manifestazione | Sede  | Evento           | Risultato | Misura  | Note |
| ---- | -------------- | ----- | ---------------- | --------- | ------- | ---- |
| 1980 | Olimpiadi      | Mosca | Lancio del disco | 7º        | 63,18 m |      |